# Andrew Bacevich
Andrew J. Bacevich (ur. w 1947 w Normal w stanie Illinois) – profesor stosunków międzynarodowych na Uniwersytecie Bostońskim, gdzie był dyrektorem katedry stosunków międzynarodowych (od 1998 do 2005).
Napisał kilka książek, a wśród nich American Empire: The Realities and Consequences of US Diplomacy (2002) oraz The New American Militarism: How Americans are Seduced by War (2005). Jest nieprzejednanym krytykiem wojny w Iraku, uważając ją za olbrzymi błąd Ameryki.
13 maja 2007 jego syn, również noszący imię Andrew J. Bacevich, został zabity w Iraku podczas samobójczego ataku terrostycznego na południe od Samarry.